# فاوندلاند

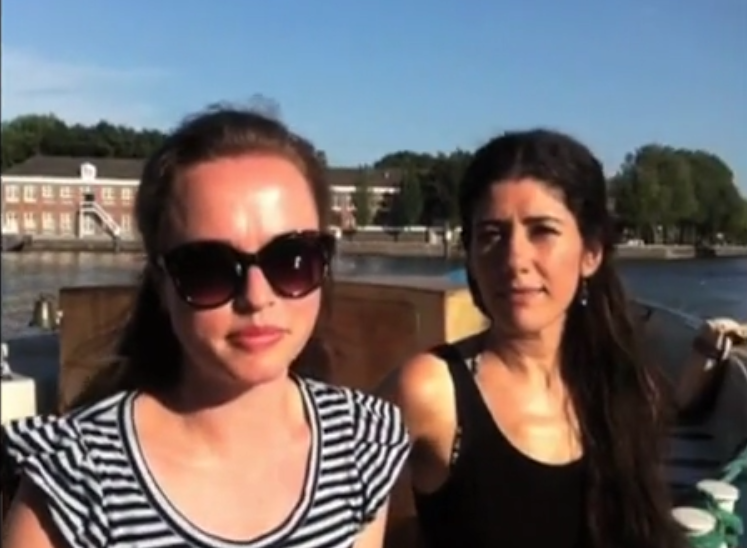
لورين ألكسندر و غالية السراكبي

فاوندلاند هي منظمة فن تأسست في عام 2009 في أمستردام على يد الفنانة السورية غالية السراكبي والفنانة من جنوب أفريقيا لورين الكسندر. اسم فاوندلاند تم اختياره من قبل الفنانتين؛ لأنه يوحي باستخدام الأشياء التي يعثر عليها والفن، ولكن أيضا حول "الإستصلاح"." تقع المنظمة في القاهرة وأمستردام.

## حياتها
ولدت السراكبي في دمشق في عام 1978 وعاشت في سوريا حتى عام 2000. درست في هولندا حيث حضرت معهد ساندبرج في أمستردام، وتخرجت في عام 2009. هنا التقت في جنوب أفريقيا بالفنانة لورين الكسندر، وبعدها تأسست مجموعة الفن Foundland. في عام 2007 عادت إلى دمشق وزارتها بشكل متواصل حتى «أصبح ذلك خطيرا جدا.»  حيث أنها في نهاية المطاف انتقلت إلى القاهرة في عام 2012.
ولدت ألكسندر في كيب تاون في عام 1983. لديها درجة البكالوريوس في التصميم الجرافيكي من جامعة ستيلينبوش وعلى درجة الماجستير في التصميم من معهد ساندبرج.
في عام 2015، أدرجت فاوندلاند على القائمة لجائزة روما.

## العمل
شعرت السرابيكي أنه من المهم أن تعيش في الشرق الأوسط بحيث هي ومنظمتها «يمكن أن يكونوا جسرا بين ثقافتين.» السراكبي وفاوندلاند بدأوا التركيز على المواضيع السياسة العربية بعد عام 2011 الانتفاضة السورية. شعرت الكسندر أن السراكبي لديها نفس نهج الفن والموضوع، والذي رسموه معا.
عملت فاوندلاند على استخدام عناصر مختلفة من التصميم الجرافيكي مدموجا بالرسومات، والفيديو، والتصوير الفوتوغرافي.  عثرت كلاهما على تقارير وملاحطات وسائل الإعلام ووسائل التواصل الاجتماعي حول الشرق الأوسط، حيث استخدموها لإنشاء قاعدة بيانات من كل من الفنون البصرية والمعلومات. ثم ينشئون روابط استنادا إلى المعلومات التي وجدوها "لإنشاء سرد بديل لتقارير وسائل الإعلام من خلال وجود الصور المبتكرة والتفسير الشخصي.""

## روابط اضافية
- Official site
- What is Beyond an Image (فيديو)
- Leaderless design (فيديو)